# Antonio de Córdova
Antonio de Córdoba y Lasso de la Vega (Sevilla, 1740 - Sevilla, 1811), fue un marino y científico español.

## Biografía
Empezó su servicio en la Armada en el Mediterráneo contra los piratas berberiscos. Estuvo después en La Habana cuando el sitio inglés, donde fue hecho prisionero. Durante su cautiverio en Londres mantuvo su actividad científica e investigadora. Liberado, se reincorporó a la Armada en 1763. Estuvo destinado en El Callao (Perú) entre 1765 y 1772. Ya como Teniente de Navío (1774) navegó en la escuadra del Marqués de Tilly al Río de la Plata.
Entre 1785 y 1786 realizó un viaje para reconocer la Patagonia y el Estrecho de Magallanes a bordo de la fragata Santa María de la Cabeza. En 1788-1789 organizó otra expedición, para perfeccionar la anterior, con Fernando de Miera a bordo de las naves Santa Casilda y Santa Eulalia. En esta expedición participaron como tenientes Cosme de Churruca y Ciriaco Ceballos Neto.
El 20 de septiembre de 1791 fue designado nuevo Jefe del Apostadero de Montevideo, cargo que ejerció hasta marzo de 1795.
Vuelto a España, alcanzó el grado de teniente general en 1802, pero en seguida se retiró a Sevilla por enfermedad, donde murió.
Describió el platino, descubierto en 1735 por Antonio de Ulloa, como nuevo elemento.